# Кравченко Станіслав Іванович
Кравченко Станіслав Іванович (5 березня 1967, с. Одинці Козелецького району Чернігівської області) — український суддя, голова Верховного Суду України з 26 травня 2023 року. Член Вищої ради правосуддя за посадою.

## Життєпис
Станіслав Кравченко народився 5 березня 1967 року в селі Одинці Козелецького району Чернігівської області.
Трудову діяльність розпочав у 1985 році.
У 1991 році закінчив Українську юридичну академію ім. Ф. Е. Дзержинського за спеціальністю «правознавство» (нині — Національний юридичний університет імені Ярослава Мудрого).
У 1991–1992 роках був юрисконсультом та нотаріусом.
Протягом 1992–1993 років – стажист народного судді Козелецького районного народного суду Чернігівської області.
З 1993 року по 2002 рік – суддя Козелецького районного суду Чернігівської області, а впродовж 2002–2011 років – суддя Апеляційного суду міста Києва.
19 травня 2011 року обраний суддею Вищого спеціалізованого суду України з розгляду цивільних і кримінальних справ.
23 квітня 2014 року призначений на посаду заступника голови цього суду.
Указом Президента від 10 листопада 2017 р. призначений суддею Касаційного кримінального суду у складі Верховного Суду, а 8 грудня очолив цей суд.
Кандидат юридичних наук (2019).
26 листопада 2021 року Станіслав Кравченко був повторно обраний на посаду голови Касаційного кримінального суду. 
Член Комісії з питань правової реформи з 7 серпня 2019.
26 травня 2023 Пленум ВСУ обрав Кравченка головою Верховного Суду: за нього проголосувало 108 суддів зі 148. 

## Критика
У 2003 році судді Станіслав Кравченко, Сергій Слинько та Леонід Глос звільнили з-під варти вбивцю Георгія Гонгадзе Олексія Пукача, замінивши утримання під вартою на підписку про невиїзд, що дало йому можливість утекти й переховуватись до 2009 року. Пресслужба ВССУ прокоментувала, що на час відпущення Пукача ще не звинувачували у вбивстві Гонгадзе.
У 2017 році Громадська рада доброчесності дійшла висновку, що кандидат до ВСУ Станіслав Кравченко не відповідає критеріям доброчесності та професійної етики. На думку ГРД, він повідомляв неправдиві відомості щодо участі в ухваленні рішень з порушенням КЗПЛ, а також імовірно не задекларував земельну ділянку. Станіслав Кравченко надав пояснення щодо цього висновку, зазначивши, що декларував будинок, який розташований на земельній ділянці, а не вказав в декларації доброчесності про справу "А.В. проти України", бо не знав, що вона стосується саме його рішення, адже з назви справи не зрозуміло прізвища та імені скаржника. 

## Особисте
Одружений, є дочка. Дружина Інна Олексіївна працює нотаріусом.